# El Día (Argentina)
El Día es un periódico argentino que se edita en la ciudad de La Plata, provincia de Buenos Aires.

## Historia
El diario El Día fue fundado en la ciudad de La Plata el 2 de marzo de 1884 por Manuel Láinez, Arturo Ugalde, Martín Biedma y Julio Botet. Se convirtió en el primer órgano de prensa de La Plata.
Su primera sede estuvo en la calle 49 entre 7 y 8 de la ciudad capital de la provincia de Buenos Aires. En aquellos tiempos el diario se elaboraba e imprimía de un modo casi artesanal; tenía apenas cuatro páginas y editaba 900 ejemplares. Su primer director fue José María Mendía.
El diario ha tenido una fuerte ideología conservadora, durante el Proceso de Reorganización Nacional adoptó una postura favorable al gobierno de facto. El director del diario El Día de La Plata, Raúl Kraiselburd, fue citado  en el juicio oral que a ocho integrantes de la Armada y Prefectura Naval Argentina por delitos de lesa humanidad cometidos en la capital bonaerense, Berisso y Ensenada, durante la última dictadura cívico militar". El diario jugó un papel fundamental en el respaldo al golpe de 1976. Cuando el 24 de marzo los militares tomaron el poder, el diario les dio su visto bueno, contribuyó a instalar en la opinión pública la idea de un golpe de las Fuerzas Armadas como la única vía posible de solución a los conflictos. Por entonces, según el Instituto Verificador de Circulaciones (IVC), vendía un promedio de 51.671 ejemplares por mes, de lunes a domingos.
El diario apareció en el juicio llevado por el Tribunal Federal Oral en lo Criminal del circuito clandestino de Detención llamado “La Cacha”. El represor exteniente coronel Anselmo Pedro Palavezzati, que se desempeñó como Capitán en el Destacamento de Inteligencia 101, describió su principal actividad durante la dictadura consistente, entre otras cosas, en encargar al diario El Día la recopilación de información para preparar sus informes de inteligencia. El diario jugó su papel en la construcción de un discurso legitimador del golpe cívico-militar junto a otros.

## Evolución
El Día tuvo constantes evoluciones a lo largo de su vida.En 2008, en las vísperas de la celebración de su 125.º aniversario, dio un paso histórico al pasar al formato tabloide. En la actualidad, la redacción, los talleres y sus gerencias administrativas funcionan en su antigua sede de Diagonal 80 nro. 817 de La Plata y su planta de impresión -dotada de modernas rotativas- se emplaza en las afueras de esa ciudad, en la localidad de Olmos.